# Тетрагидридоборат бериллия
Тетрагидридобора́т бери́ллия — неорганическое соединение, 
комплексный смешанный гидрид бериллия и бора с формулой Be[BH4]2,
бесцветные кристаллы,
реагирует с водой.

## Получение
- Взаимодействие диборана с гидридом бериллия в эфире:

{\displaystyle {\mathsf {B_{2}H_{6}+BeH_{2}\ {\xrightarrow {\ }}\ Be[BH_{4}]_{2}}}}
- Реакция хлорида бериллия и тетрагидридобората лития:

{\displaystyle {\mathsf {2Li[BH_{4}]+BeCl_{2}\ {\xrightarrow {\ }}\ Be[BH_{4}]_{2}+2LiCl}}}

## Физические свойства
Тетрагидридоборат бериллия образует бесцветные кристаллы тетрагональной сингонии, пространственная группа I 41cd, параметры ячейки a = 1,362 нм, c = 0,910 нм, Z = 16.
Растворяется в диэтиловом эфире.

## Химические свойства
- Реагирует с водой:

{\displaystyle {\mathsf {Be[BH_{4}]_{2}+4H_{2}O\ {\xrightarrow {\ }}\ Be(OH)_{2}+2B(OH)_{3}+4H_{2}\uparrow }}}